# 考納斯競技足球俱樂部
考納斯競技足球俱樂部是立陶宛的一家足球俱樂部。主場位於考納斯。球隊的大多數選手都是立陶宛體育學院的學生。參加立陶宛足球超級聯賽的賽事。

## 外部連結
- Official website （立陶宛文）